# Hexatoma plaumanni
Hexatoma plaumanni är en tvåvingeart. Hexatoma plaumanni ingår i släktet Hexatoma och familjen småharkrankar.

## Underarter
Arten delas in i följande underarter:
- H. p. lataurata
- H. p. plaumanni